# Malinavaara
Malinavaara (en carélien : Malinavuara, en finnois : Veskelys, en russe : Мали́новая Вара́кка, Malinovaja Varakka) est une municipalité rurale du raïon de Louhi en république de Carélie.

## Géographie
Malinavaara est situé au sud-ouest du lac Ala-Puulonkijärvi, près des rives de la baie  Tšuupanlahti de la mer Blanche, à 25 kilomètres au nord de Louhi.
La municipalité de Malinavaara a une superficie de 2 040,7 km2.
Malinavaara est bordée au sud-est par Plotina dans le raïon de Louhi, au sud par Louhi, au sud-ouest par Kiestinki, au nord-ouest et au nord par l'oblast de Mourmansk. 
La commune urbaineagglomération de Tchoupa est entourée par Malinavaara sans en faire partie et est située au fond de la baie de Tchoupa. 
Environ 61,5 % de la superficie est constituée de forêts, 26,7 % de plans d'eau et 12,4 % de réserves naturelles.

## Démographie
Recensements (*) ou estimations de la population
| 1989 | 2009 | 2010 | 2013 |
| ---- | ---- | ---- | ---- |
| 713  | 380  | 277  | 225  |